# AFSコーポレーション
AFSコーポレーション株式会社（英: AFS Corporation Co.,Ltd.）は、東京都千代田区神田錦町に本社を置き、イオン銀行をはじめとする銀行事業を統括する中間持株会社（金融持株会社）である。

## 経営理念
～金融サービスを通じ、お客さまの未来と信用を活かす生活応援企業～

## 概要
かつては、イオンフィナンシャルサービスを金融持株会社とする総合金融グループであった。しかし2019年4月1日、グループ再編によりイオン銀行などの銀行事業を統括する体制へと移行した。

## 沿革
「イオンフィナンシャルサービス#沿革」も参照
2019年（平成31年/令和元年）
- 1月4日 - AFSコーポレーション株式会社設立[3]。
- 4月1日 - 会社分割により、イオンFSの銀行事業子会社の株式を取得[3]。
- 11月1日 - フィリピン子会社での粉飾決算が判明[4]。

2022年（令和4年）
- 6月21日 - 冨永廣規（取締役）が、代表取締役社長に就任。

## 子会社
- 株式会社イオン銀行 - 銀行業
- イオン住宅ローンサービス株式会社 - 住宅ローン関連事業、生命保険・損害保険の代理店業務
- AEON CREDIT SERVICE (PHILIPPINES) INC. - フィリピンでのクレジットカード事業
- AEON SPECIALIZED BANK (CAMBODIA) PLC. - カンボジアにおける専門銀行

## 歴代代表

### 会長
- 鈴木正規：2019年1月4日（就任）[3]- 2020年3月1日（退任）[5]。元財務官僚。

※なお、鈴木会長の退任後、会長職に就任した者はいない（2024年2月1日現在）。

### 社長
| 氏名     | 期間                          | 備考                                                            |
| -------- | ----------------------------- | --------------------------------------------------------------- |
| 新井直弘 | 2019年1月4日 - 2020年3月1日   | 初代社長                                                        |
| 若生信弥 | 2020年3月1日 - 2022年6月21日  | 2代目社長。みずほ銀行（旧第一勧業銀行）出身。元イオン専務執行役 |
| 冨永廣規 | 2022年6月21日 - 2024年2月29日 | 3代目社長。みずほ銀行（旧富士銀行）出身。                       |
| 小林裕明 | 2024年3月1日 - 現職           | 4代目社長。イオン銀行代表取締役社長兼任（2025年1月14日まで）    |